# KS Lushnja
Der Klubi Sportiv Lushnja ist ein albanischer Fußballverein aus Lushnja, der in der ersten Liga Kategoria Superiore spielt. Gespielt wird im Abdurrahman-„Roza“- Haxhiu-Stadion vor bis zu 12.000 Zuschauern.

## Geschichte

Altes Logo bis 2006

Der Verein wurde 1926 unter seinem heutigen Namen gegründet, aber 1945 in KS Traktori Lushnja umbenannt. 1950 erfolgte eine erneute Umbenennung in SK Lushnja, aber nur ein Jahr später wurde der Klub Puna Lushnja genannt. 1958 erhielt der Verein den Namen KS Traktori Lushnja, 1991 erhielt er den heutigen Namen zurück. KS Lushnja pendelte oft zwischen erster und zweiter Liga hin und her. Letztmals gelang dem Klub 1996 der Aufstieg in die erste Liga, aus der man 2006 wieder abstieg. In der Saison 2008/09 spielte KS Lushnja bereits wieder in der Kategoria Superiore. Der Ligaerhalt gelang aber nicht: Lushnja wurde Vorletzter. Zur Saison 2013/14 schaffte Lushnja mit der Meisterschaft wieder den Aufstieg in die erste Liga, musste als Vorletzter jedoch den direkten Wiederabstieg hinnehmen.

## Trainer
- Mario Kempes (1996)
- Aurel Țicleanu (2003)